# Miss Brasil
O Miss Universo Brasil, também chamado simplesmente de Miss Brasil, é o concurso de beleza que anualmente elege a representante do Brasil para o Miss Universo. Realizado desde 1954, é considerado o mais tradicional entre os diversos Miss Brasil realizados, incluindo o Miss Mundo Brasil, que elege a candidata que vai ao Miss Mundo. 
Na 1° edição, realizada em 1954, Martha Rocha, representante da Bahia, conquistou a coroa, se tornando a “primeira Miss Brasil” e representando o Brasil no Miss Universo 1954, onde ficou em 2° lugar. Na década de 1960 o país venceria o Miss Universo duas vezes, a primeira com a gaúcha Iêda Maria Vargas, em 1963, e a segunda com a baiana Martha Vasconcellos, em 1968.
A Miss Brasil 2025, Gabriela Lacerda, do Piauí, foi eleita em fevereiro de 2025, mas em julho seguinte uma nova organização foi anunciada. Os nomes dos novos donos da franquia foram mantidos em segredo por algum tempo, com eles dizendo para o portal Itatiaia que em breve anunciariam uma decisão sobre a representante.  

## História

### Primeiros Anos: 1954-1957

Olga Bergamini (1929)

Jussara Marques (1949)

Desde o ano de 1865, eleições de uma "Miss Brasil" começaram a existir no país, mas não de maneira anual ou constante. Cada certame era realizado por organizações diferentes, que possuíam interesses distintos na realização de seus respectivos eventos.
O primeiro registro histórico de um certame de beleza no Brasil ocorreu em 1865, quando Aymée (francesa que foi naturalizada brasileira) venceu a enquete promovida pelo jornal Diário do Rio, que buscava eleger a artista mais linda da cidade do Rio de Janeiro. Isso ocorreu anos antes dos concursos de beleza serem realizados da maneira como são conhecidos.
Em concursos sem continuidade anual, outras jovens também foram agraciadas com o título de “Miss Brasil” na primeira metade do século XX, dentre elas destacam-se:
— Violeta (Bebê) Lima Castro (1900): cantora lírica carioca. Foi eleita pela revista Rua do Ouvidor, que promoveu um amplo e inédito concurso para escolher a mais bela mulher do Rio. Esta foi a primeira e única realização do evento pela revista.
— Noêmia Nabuco de Castro (1912): socialite carioca.
— Zezé Leone (1922): modelo santista que teve busto esculpido em praça pública, virou nome de música, de receita culinária e de locomotiva da Estrada de Ferro Central do Brasil.
— Olga Bergamini de Sá (1929): modelo carioca.
— Yolanda Pereira (1930): modelo gaúcha, vencedora do Miss Brasil e do Miss Universo 1930 (título não reconhecido pela Miss Universe Organization, pois o 1° concurso realizado com esse nome pela empresa aconteceu apenas em 1952).
— Ieda Telles de Menezes (1932): modelo carioca.
— Vânia Pinto (1939): carioca e primeira modelo profissional do Brasil.
— Jussara Marques (1949): modelo goiana.
Costumeiramente, todas eram moças escolhidas entre a sociedade brasileira tradicional da época.
| Ano  | Miss Brasil             | Estado de origem  |
| ---- | ----------------------- | ----------------- |
| 1900 | Violeta Lima Castro     | Rio de Janeiro    |
| 1912 | Noêmia Nabuco de Castro | Rio de Janeiro    |
| 1922 | Maria José "Zezé" Leone | São Paulo         |
| 1929 | Olga Bergamini de Sá    | Rio de Janeiro    |
| 1930 | Yolanda Pereira         | Rio Grande do Sul |
| 1932 | Ieda Telles de Menezes  | Rio de Janeiro    |
| 1939 | Vânia Pinto             | Rio de Janeiro    |
| 1949 | Jussara Marques         | Goiás             |

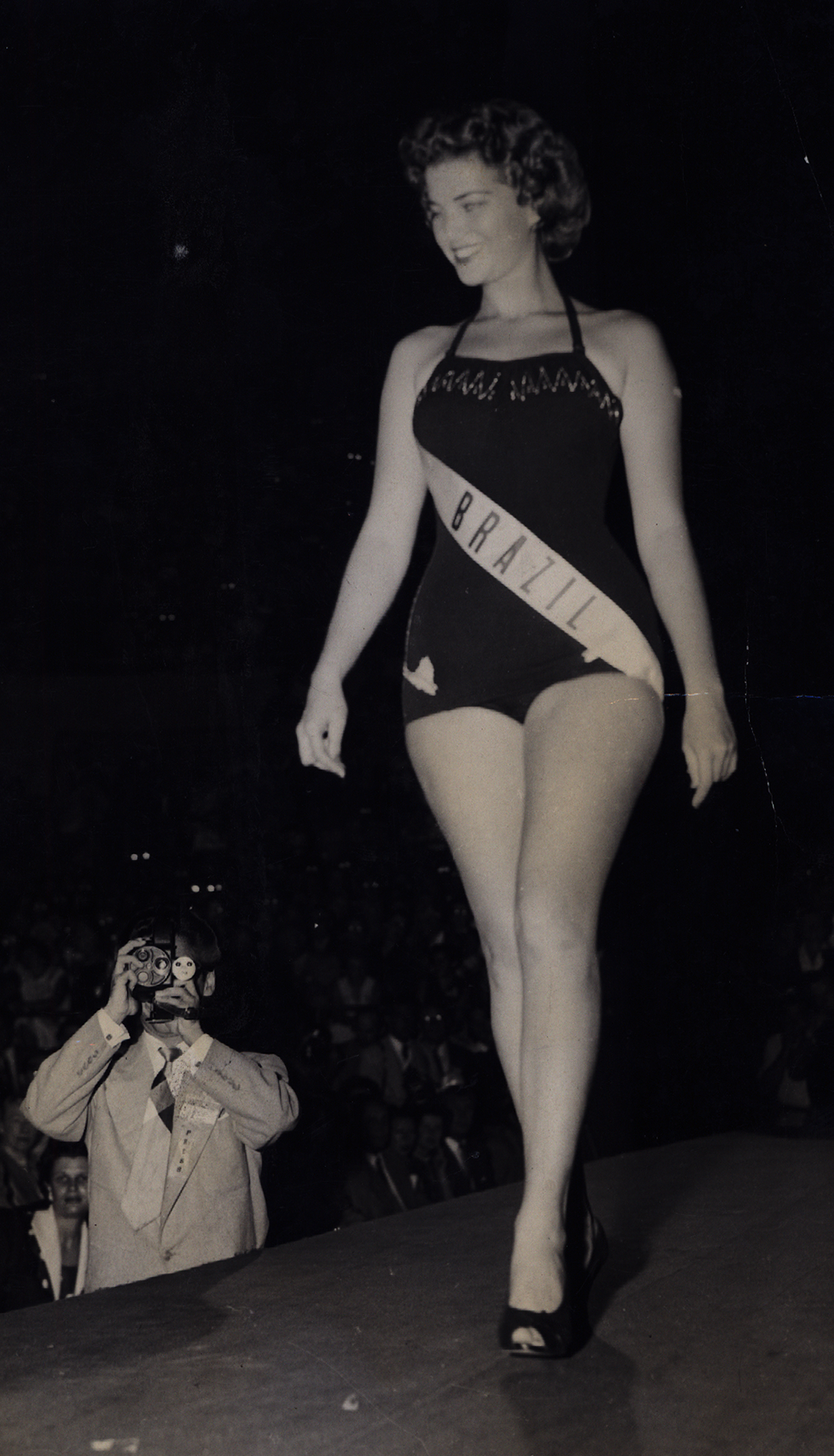
Marta Rocha no concurso Miss Universo (1954). Arquivo Nacional.

O concurso oficial, como existe hoje, começou a ser realizado regularmente a partir de 1954, na boate do Palácio Quitandinha, um hotel-cassino em Petrópolis, Rio de Janeiro.
A partir de então, anualmente as eleitas tiveram a tarefa de representar o Brasil com beleza e elegância no concurso Miss Universo, criado nos Estados Unidos em 1952, comandado pela Miss Universe Organization.

### Anos Dourados: 1958-1972
Em 1955, com a entrada dos Diários Associados na promoção e transmissão do evento, o Miss Brasil passou a ter ampla cobertura da imprensa e se tornou o segundo evento mais assistido no país, atrás apenas do jogos da Seleção Brasileira de Futebol. Com o passar dos anos, passou a ser considerado o mais bem organizado concurso nacional de beleza do mundo pela Miss Universe Inc. As transmissões televisivas, encabeçadas pela Rede Tupi, passaram a ter grande audiência depois que sua sede foi transferida de Petrópolis para a então capital federal em 1958.

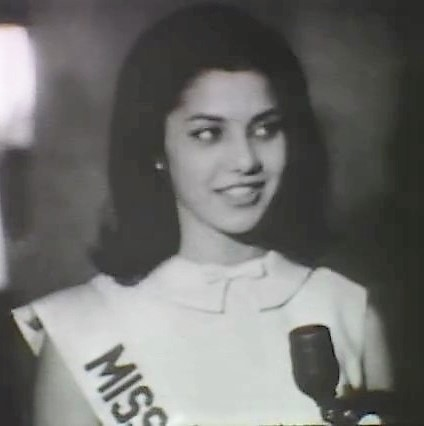
Ieda Maria Vargas, a primeira Miss Brasil eleita Miss Universo, em 1963.

Na década de 1960, o Brasil conquistou suas duas únicas vitórias no Miss Universo, com Ieda Maria Vargas em 1963 e Martha Vasconcellos em 1968, e sua única no Miss Beleza Internacional (concurso do qual participava a terceira colocada no Miss Brasil), com Maria da Glória Carvalho em 1968. Nesse período, o país chegou às semifinais e finais de ambos os concursos por várias vezes. Em 1971, a segunda colocada daquela edição, Lúcia Petterle, Miss Guanabara, foi eleita Miss Mundo - na época, a segunda colocada no Miss Brasil disputava o Miss Mundo.

### Brasília: 1973-1980
Com a queda constante de público no Maracanãzinho, o local dos desfiles no Rio de Janeiro, os organizadores decidiram transferi-lo, em 1973, para o Ginásio Nilson Nelson em Brasília. A transferência ocorreu por uma razão estratégica: era na capital federal que se concentrava mais da metade das conexões de voos procedentes de todas as regiões do país (na época, cada estado poderia indicar sua candidata). Ela tinha, além de razões logísticas (a sede dos Diários Associados era na cidade), uma razão política extra: a proximidade com o poder facilitaria as recepções de presidentes da República às candidatas. No entanto, nem todos os ocupantes - caso de Ernesto Geisel - eram simpáticos às misses. Segundo trechos do Diário de Heitor Ferreira, o diário particular do secretário pessoal do então presidente, Geisel "se recusou a receber as candidatas a Miss Brasil 1974" no Palácio da Alvorada.
Sem contar a antipatia do poder público, o concurso também enfrentava sucessivos problemas de perda de popularidade, tanto da presença do público no ginásio como da audiência na televisão. Esse problema se agravou em 1976, quando a marca multinacional de cosméticos Helena Rubinstein retirou seu patrocínio ao Miss Brasil. Em 1977, a Rede Tupi transmitiria o Miss Brasil ao vivo pela última vez. No entanto, a emissora continuaria a dar seu apoio até a sua falência, em 1980, quando sua situação financeira estava gravíssima e os índices de audiência "traçavam". A concordata dos Associados, provocada pelo fechamento de sete das nove emissoras da Tupi, obrigou o grupo, nos primeiros dias de 1981, a vender as franquias do Miss Brasil e do Miss Universo para o recém criado SBT, que já transmitia o concurso internacional através da então TVS e das afiliadas da então TV Record em São Paulo, São José do Rio Preto e Franca, que eram de propriedade de Silvio Santos.
Até a década de 1970, o Brasil era a maior potência da América Latina no concurso Miss Universo, com duas coroas até então e era presença constante entre as semifinalistas. Porém, no início da década seguinte o país deixou de ser protagonista para se transformar em um mero coadjuvante. A partir do Miss Universo 1981 a fase dourada do país terminou. Com a coroação da venezuelana Irene Sáez e o quarto lugar da brasileira Adriana Oliveira, o país petroleiro começou a sua fase dourada. Dali em diante a classificação de uma candidata venezuelana seria algo certo nos principais concursos de beleza do mundo. O país ganhou mais seis vezes o Miss Universo, sendo que destas vitórias três vieram num espaço de 15 anos, enquanto que o país também seria o primeiro a ganhar o concurso duas vezes seguidas, em 2008 e em 2009. O Brasil ainda se classificaria duas vezes nos anos seguintes.

### SBT: 1981-1989
Com a falência do sistema da Rede Tupi em julho de 1980, a responsabilidade pela promoção do Miss Brasil foi transferida para Silvio Santos, o dono do SBT, uma das redes nacionais de televisão criadas a partir da partilha determinada pelo Ministério das Comunicações. Nesse período, Marlene Brito, funcionária da rede extinta e aproveitada pelo Grupo Silvio Santos, foi incumbida pela direção da nova emissora de coordenar as atividades relacionadas ao concurso. Com a compra da licença por Silvio Santos, ele seria o apresentador fixo do concurso por nove anos. Na "era SBT", o Brasil obteve resultados pouco significativos no Miss Universo (uma finalista e três semifinalistas, além das premiações especiais de traje típico concedidas em 1981, 1987 e 1989). Com sucessivas quedas drásticas de audiência, o SBT abriu mão do Miss Brasil e do Miss Universo em 1990 e isso foi crucial para a não-participação do Brasil em Los Angeles naquele ano.

### Decadência: 1990-1999
Com a retirada do SBT da promoção do Miss Brasil, Marlene Brito saiu da emissora e montou uma empresa apenas para a promoção de concursos de beleza. A nova empreitada, batizada de The Most of Brazilian Beauty, promoveu apenas os concursos de 1991 e 1992. Em 1993, por problemas de patrocínio, Marlene decidiu indicar a única miss estadual eleita para aquele ano, a Miss Rio Grande do Sul, Leila Schuster, como a candidata brasileira na edição daquele ano na Cidade do México. A coroação aconteceu num restaurante de São Paulo. Em 1994, uma associação de cronistas sociais indicou Paulo Max para gerenciar as franquias nacionais do Miss Universo e Miss Beleza Internacional. Após o falecimento de Max, em 1996, seus filhos, Paulo Max Filho e Ana Paula Sang (Miss Brasil Young International 1980), coordenaram o concurso de 1997 a 1999.
No entanto, as diversas trocas de franqueados afetaram seriamente o desempenho brasileiro no Miss Universo, que chegou a figurar nas semifinais apenas duas vezes: com Leila em 1993, que foi primeira colocada nas preliminares e cinco anos depois com Michella Marchi em Honolulu 1998 . Em 1996, Anuska Prado, Miss Brasil Mundo daquele ano, classificou-se em terceiro lugar no Miss Mundo, quebrando um jejum de 13 anos sem classificação do Brasil entre as 5 primeiras colocadas nos principais concursos de beleza do mundo. Em contrapartida, algumas vencedoras do concurso nacional levaram outros títulos internacionais de segunda categoria, como o Nuestra Belleza Internacional, voltado apenas para a América Latina.

### Gaeta: 2000-2011
Em 2000, a Gaeta Promoções e Eventos adquiriu a franquia do concurso, que voltou a ser transmitido pela televisão, inicialmente de forma regional, através da CNT Rio de Janeiro. Dois anos mais tarde, em 2002, o concurso voltou a ser transmitido nacionalmente pela recém-criada RedeTV!. No ano seguinte, se iniciaria uma parceria com a Rede Bandeirantes e assim o concurso retornaria à mídia. Além do Miss Brasil, a emissora também transmitiria o Miss Universo. Neste ano, em 2003, Gislaine Ferreira, faria história. Ela foi uma das favoritas nas bolsas de apostas e conseguiu se classificar entre as 10 semifinalistas. Com a volta das transmissões do concurso, a emissora registrou boa audiência, chegando a ficar em 1° lugar em audiência televisiva segundo o Ibope. Em 2006, Rafaela Zanella também foi semifinalista, terminando entre as 20 semifinalistas.
No entanto, o concurso realmente voltou a provocar interesse nacional em 2007, quando a mineira Natália Guimarães conseguiu o melhor resultado do país em mais de três décadas, sendo a quinta brasileira a terminar na segunda posição. Nos anos seguintes, a atenção da mídia pelo concurso mostrou crescimento, mas nenhuma de suas primeiras sucessoras (Natália Anderle, Larissa Costa e Débora Lyra) conseguiu classificação para as semifinais das edições posteriores.
Os melhores resultados brasileiros em concursos internacionais após a boa colocação de Natália não foram além de um segundo lugar no Miss Continente Americano, com Denise Ribeiro em 2009, e uma classificação para as semifinais do Miss Internacional, com Rayanne Morais também em 2009, ambos concursos de menor expressão e popularidade. Em 2011, durante o concurso realizado no Brasil, com o terceiro lugar de Priscila Machado o país voltou a ficar entre os cinco finalistas do Miss Universo.
A coordenação nacional e geral, nesta época, ficou por conta de Boanerges Gaeta, Nayla Micherif, e a mãe desta, Nádia Micherif. Como coordenadores estaduais se destacaram Evandro Hazzy, do RS, e José Alonso, de MG.

### Band: 2012-2014
Em 2011, com a realização do Miss Universo no Brasil, a Organização Miss Universo concedeu à Rede Bandeirantes os direitos do Miss Brasil, pondo fim aos 12 anos (2000-2011) de comando da Gaeta. De 2012 a 2015, a Enter Entertainment Experience, empresa de eventos do Grupo Bandeirantes, foi responsável pela direção do concurso nacional e pela seleção das candidatas dos 27 concursos regionais, além de todos os assuntos relacionados ao mesmo. O concurso passou por modificações e as candidatas brasileiras conseguiram resultados mais expressivos: em 2012 e 2013, respectivamente, a gaúcha Gabriela Markus e a mato-grossense Jakelyne Oliveira conseguiram um Top 5 e em 2014 a cearense Melissa Gurgel conseguiu um Top 15.
A coordenação nacional e geral, nesta época, ficou por conta de Evandro Hazzy, coordenador do Miss RS durante a Era Gaeta, e de Karina Ades, da Band.

### Polishop: 2015-2019
Em 2015, enfrentando uma severa crise financeira, a Band fez uma parceria com a empresa de televendas Polishop, se tornando responsável apenas pela transmissão e divulgação do mesmo. O concurso ficou sob a responsabilidade do empresário João Apollinário, dono da Polishop, até meados de 2019, sendo dirigido por Karina Ades, da Band, e tendo como patrocinadora principal a Be Emotion, marca de maquiagem e cuidados pessoais do grupo Polishop, sob acordo de naming rights. Durante este tempo, o concurso foi nomeado Miss Brasil Be Emotion. A primeira Miss Brasil da Era Polishop (ou Era Be Emotion) foi a gaúcha Marthina Brandt, que se classificou entre as 15 semifinalistas do Miss Universo 2015.
Durante a parceria com a Polishop, o Brasil manteve a sequência de bons resultados no concurso: no Miss Universo 2016 a paranaense Raíssa Santana terminou o concurso entre as 13 semifinalistas, em 2017 a piauiense Monalysa Alcântara acabou entre as 10 semifinalistas e em 2018 a amazonense Mayra Dias ficou entre as 20 semifinalistas.
Em julho de 2019, alguns meses depois da coroação da mineira Júlia Horta, a imprensa anunciou o fim da parceria de 5 anos entre a Band e a Polishop. Além disto, a TV anunciou que não organizaria o Miss Brasil - e, por conseguinte, os concursos estaduais - em 2020. "Frente à decisão de não renovar o contrato, a Band e a Polishop/Be Emotion deixam de ter qualquer responsabilidade acerca da realização dos concursos estaduais ou nacional que tenham relação com a cadeia de concursos Miss Universo 2020", dizia a nota divulgada.
Segundo o Observatório da Televisão, do UOL, "a decisão já vinha sendo estudada desde 2018, uma vez que os concursos de misses não têm o mesmo prestígio de antes, não conseguindo atrair anunciantes e o público. Os resultados decepcionantes do Miss Brasil 2019 foram determinantes. (...) A audiência foi muito baixa. Em São Paulo a média foi de 1,8 pontos de Ibope. É o menor resultado da história dos concursos de misses na TV brasileira."

### Miss Universo Brasil: 2020-presente
Em julho de 2019, após o fim da parceria com a Polishop, a imprensa anunciou que o Brasil não teria representação no Miss Universo 2020, sem a Band, no entanto, ter se pronunciado sobre o assunto. No dia 3 de outubro de 2019, Natália Guimarães postou em seu Instagram que os fãs deveriam esperar uma "nova era" para o Miss Brasil. "Preparem-se para uma nova era, um novo ciclo! Aguardem novidades incríveis!", escreveu. Questionada, a Band respondeu que a transmissão dependeria do surgimento de patrocinadores. No entanto, meses mais tarde, em março de 2020, a emissora comunicou que não tinha renovado contrato com a organização Miss Universo e que não faria mais o concurso no Brasil.
Em 6 de julho de 2020, foi anunciado que o empresário gaúcho Winston Ling tinha comprado a franquia. O concurso foi renomeado para Miss Universo Brasil e em 6 de novembro seguinte a Miss Brasil 2015 Marthina Brandt foi anunciada como a nova diretora do evento. A empresa formada chamou-se Miss Brasil Organização de Eventos Ltda. 
Ling deixou a empreitada posteriormente e Marthina criou a Brandt Organização de Eventos Ltda, realizando o concurso em 2022 e 2023. No entanto, depois de engravidar do primeiro filho, ela anunciou que estava encerrando seu trabalho para se focar na nova etapa da sua vida. 
Gerson Antonelli comprou a franquia e realizou os concursos de 2024 e 2025, mas em julho de 2025 foi anunciado que ele não era mais o franqueado, deixando "no ar" se a eleita por Antonelli continuaria com a coroa.  

## Fatos históricos
| Fato                                              | Nome              | Ano  | Fato                                                                                       | Nome                                                                                             | Ano  |
| ------------------------------------------------- | ----------------- | ---- | ------------------------------------------------------------------------------------------ | ------------------------------------------------------------------------------------------------ | ---- |
| 1ª Miss Brasil                                    | Martha Rocha      | 1954 | 1ª Miss Brasil afrodescendente                                                             | Deise Nunes                                                                                      | 1986 |
| 1ª classificada no Miss Universo                  | Martha Rocha      | 1954 | 1º back-to-back                                                                            | Vera Regina Ribeiro (coroada por sua conterrânea Adalgisa Colombo; ambas eram do Rio de Janeiro) | 1959 |
| 1ª Miss Brasil a não classificar no Miss Universo | Stael Abelha      | 1961 | 1ª miss a representar dois estados no Miss Brasil                                          | Rayanne Morais (foi Miss Minas Gerais 2009 e depois Miss Rio de Janeiro 2012)                    | 2012 |
| 1ª Miss Brasil a perder/devolver a coroa          | Stael Abelha      | 1961 | 1ª Miss Universo Brasil que havia carregado a faixa de outro grande concurso anteriormente | Julia Gama (havia sido Miss Mundo Brasil 2014)                                                   | 2020 |
| 1ª Miss Universo do Brasil                        | Ieda Maria Vargas | 1963 | 1ª Miss Universo Brasil casada e mãe                                                       | Luana Cavalcante                                                                                 | 2024 |

## Coordenações
Estiveram a frente do concurso:
| Período     | Empresa                                                | Key people                            |
| ----------- | ------------------------------------------------------ | ------------------------------------- |
| 1954        | Diário Carioca e Folha de S.Paulo                      | Universal Studios                     |
| 1955 - 1980 | Diários e Emissoras Associados                         | Assis Chateaubriand                   |
| 1981 - 1990 | Sistema Brasileiro de Televisão Ltda                   | Silvio Santos                         |
| 1991 - 1993 | M.B. The Most of Brazilian Beauty Promoções Ltda       | Marlene Brito                         |
| 1994 - 1996 | Paulo Max Empreendimentos e Produções Artísticas       | Paulo Max                             |
| 1997 - 1999 | Singa Brasil Agência de Viagens e Operadora de Turismo | Paulo Max Filho Ana Paula Sang        |
| 2000 - 2004 | Gaeta Promoções e Eventos Ltda                         | Boanerges Gaeta Júnior                |
| 2005 - 2011 | Gaeta Promoções e Eventos Ltda                         | Boanerges Gaeta Júnior Nayla Micherif |
| 2012 - 2014 | Enter Entertainment e Experience Ltda                  | Caio Luiz de Carvalho                 |
| 2015 - 2019 | Polimport - Comércio e Exportação Ltda                 | Karina Ades João Appolinário          |
| 2020 - 2021 | Miss Brasil Organização de Eventos Ltda                | Winston Ling Marthina Brandt          |
| 2022 - 2023 | Brandt Organização de Eventos Ltda                     | Marthina Brandt                       |
| 2024 - 2025 | Teen Brasil                                            | Gerson Antonelli                      |
| 2026 - 2028 | Instituto Morro dos Anjos                              | Rodrigo Ferro Carla Ferro             |

## Regulamento
Para participar do concurso Miss Brasil, a candidata deve preencher os seguintes requisitos gerais:
- Ser do sexo feminino (em 2019 houve a primeira participação de uma mulher transsexual na cadeia de concursos Miss Universo no Brasil[45])
- Ser cidadã brasileira por pelo menos 12 (doze) meses antes da realização do concurso
- Residir no Brasil
- Ter no mínimo 18 (dezoito) anos
- Não ser emancipada
- Nunca ter sido fotografada ou filmada despida, expondo os seios e partes íntimas
- Nunca ter sido fotografada ou filmada em cena de sexo explícito

Obrigatoriamente, as candidatas, desde as etapas municipais, também devem ter disponibilidade de cumprir diversos compromissos num prazo de 12 a 24 meses, que são elucidados em regulamentos públicos e contratos. 
Além disto, a vencedora só pode participar do Miss Universo uma única vez, ou seja, só pode ser Miss Universo Brasil uma única vez. Igualmente, as candidatas só puderam participar do Miss Universo Brasil uma única vez, mas isto mudou quando Rayanne Morais, que havia sido Miss Minas Gerais 2009, voltou em 2012 vencendo o Miss Rio de Janeiro. 
O regulamento do concurso sempre permitiu que candidatas representassem estados nos quais não nasceram, mas onde residiam por algum tempo - exemplos são Ângela Vasconcelos, nascida no Rio de Janeiro e eleita Miss Brasil 1964 pelo estado do Paraná; Adriana Alves de Oliveira, gaúcha eleita Miss Brasil 1981 pelo Rio de Janeiro; Márcia Gabrielle, carioca eleita Miss Brasil por Mato Grosso em 1985; Josiane Kruliskoski, paranaense eleita Miss Brasil 2000 por Mato Grosso; Gislaine Ferreira, mineira eleita Miss Brasil por Tocantins em 2003; Débora Lyra, capixaba eleita Miss Brasil por Minas Gerais em 2010, e Raissa Santana, nascida na Bahia e eleita Miss Brasil 2016 pelo Paraná - mas a partir dos anos 2020 candidatas que não moravam nos estados que representam também foram permitidas, como Gabriele Marinho, que morava no sudeste, mas tendo nascido em Maceió, representou Alagoas. 
Candidatas eleitas Miss Brasil Universo também carregaram outras faixas posteriormente, como Adriana Alves de Oliveira, que foi Brasil Universo em 1981 e três anos mais tarde, em 1984, foi Miss Brasil Mundo. O caminho inverso foi feito por Julia Gama em 2020, já que ela havia sido Miss Mundo Brasil 2014. 

### Casos de descumprimento de regras
A primeira Miss Brasil a perder o título foi a mineira Stael Abelha, Miss Brasil 1961. Ela não conseguiu classificação no Miss Universo, sendo a primeira a não conseguir o feito, e, de volta ao Brasil, por querer se casar e não querer mais compromissos com a organização Diários Associados, acabou sendo substituída pela vice, Eva Brauner Menezes, que depois seria vice-Miss Internacional 1961.
Outro caso de descumprimento de regras envolveu a Miss Brasil 2002, Joseane Oliveira, que posteriormente perdeu o título para a vice, Taíza Thomsen. Joseane participou do Miss Universo 2002, onde não classificou, sendo casada, o que seu coordenador estadual e a Gaeta disseram não saber. Ela revelou sua condição durante o Big Brother Brasil 2002, perdendo o título posteriormente e levando Taíza a processar a Gaeta. 
Em 2011, Priscila Machado, após algumas fotos de nudez vazarem na Internet, esteve a ponto de perder a coroa de Miss Brasil quando o caso foi amplamente noticiado pela mídia nacional. "Foto de nu que circula pela internet ameaça o título da nova Miss Brasil", escreveu o Ego da Globo na época. Priscila, que inicialmente havia dito se tratar de uma única foto, divulgada sem sua autorização, se viu ainda mais envolvida na polêmica quando novas fotos de nudez apareceram. "Mais confusão para o lado da Miss Brasil 2011, escreveu o Holofote do Clic RBS. A Gaeta Promoções, então dona da franquia Miss Universo, entrou em contato com a organização internacional que teria informado que Priscila poderia continuar na disputa. 

## Etapas de classificação
Em geral, há seleção das candidatas municipais em concursos ou simplesmente por apontamentos para as etapas estaduais. Além disto, quando os coordenadores estaduais não podem realizar concursos, uma representante do estado pode também ser simplesmente indicada. Eventualmente a própria Miss Brasil pode ser indicada, como foi o caso de Julia Gama em 2020. 
Os concursos estaduais foram por décadas considerado eventos de grande importância, alcançando ótimos níveis de audiência e sendo transmitidos na TV aberta, entre eles o Miss São Paulo, Miss Rio de Janeiro, Miss Minas Gerais, Miss Pará e o Miss Rio Grande do Sul. Outros concursos, como por exemplo o Miss Amazonas, Miss Rio Grande do Norte, Miss Paraíba, Miss Piauí, Miss Santa Catarina, Miss Bahia, Miss Paraná e Miss Pernambuco, chegaram a ser transmitidos depois de realizados. 
No entanto, a partir dos anos 2020, a maioria passou a fazer as transmissões em suas redes sociais e ou em canais do You Tube, seguindo uma tendência mundial - com exceção da Ásia - de perda de espaço, fãs e patrocinadores. 

## Televisão
As primeiras transmissões televisivas do Miss Brasil em rede nacional ocorreram a partir de 1970, na Rede Tupi. Até então, o concurso era mostrado para outros estados em VT com dias de atraso em relação à exibição para o público da cidade-sede. O SBT assumiu a transmissão e promoção do evento de 1981 a 1989. Com a mudança de direção, os concursos de 1991, 1992, 1994 e 1995 não foram televisionados. Depois de alguns hiatos, a Rede Record exibiu um VT do evento em 1996. De 1997 a 2001, emissoras da Rede Manchete, Rede Record e CNT transmitiram as finais em nível regional. O concurso voltou a ser televisionado nacionalmente em 2002, pela Rede TV!, e pela Rede Bandeirantes de 2003 a 2019.
Entre os diretores de transmissão estão nomes como Homero Salles, que dirigiu de 1981 até 1987 pelo SBT, e Marlene Mattos e Rodrigo Carelli a partir de 2003 na Rede Bandeirantes.

### Apresentadores
Nomes consagrados já passaram pelo posto de apresentador do Miss Brasil, sendo o mais notável deles Silvio Santos, que apresentou o concurso de 1981 a 1989, exceto em 1988, quando teve problemas nas cordas vocais e foi substituído por Murilo Nery.  Em 2011 e 2012 o concurso nacional foi apresentado por Adriane Galisteu e nos anos de 2013 e 2014 pela Miss Brasil 1999 Renata Fan, que usualmente dividia o posto com um apresentador do sexo masculino.

## Vencedoras
| Edição | Ano  | Local da final | Miss Brasil                              | Segunda Colocada                | Terceira Colocada                  | Candidatas | Ref.   |
| ------ | ---- | -------------- | ---------------------------------------- | ------------------------------- | ---------------------------------- | ---------- | ------ |
| 66ª    | 2020 | São Paulo      | Rio Grande do Sul Júlia Gama             | Mato Grosso Camilla Della Valle | Paraná Amanda Paggi                | 5          | [ 50 ] |
| 67ª    | 2021 | Santos         | Ceará Teresa Santos                      | Piauí Maria Gabriela Lacerda    | Sergipe Carol Valença              | 27         | [ 50 ] |
| 68ª    | 2022 | São Paulo      | Espírito Santo Mia Mamede                | Amazonas Rebeca Portilho        | Minas Gerais Isadora Murta         | 26         | [ 51 ] |
| 69ª    | 2023 | São Paulo      | Rio Grande do Sul Maria Eduarda Brechane | Mato Grosso Bárbara Reis        | São Paulo Vitória Brodt            | 27         | [ 52 ] |
| 70°    | 2024 | São Paulo      | Pernambuco Luana Cavalcante              | Alagoas Gabriele Marinho        | Rio de Janeiro Maria Fabiana Mata  | 27         | [ 53 ] |
| 71°    | 2025 | Barueri        | Piauí Gabriela Lacerda                   | Rio Grande do Sul Aline Fritsch | Espírito Santo Ana Carolina Ceolin | 24         | [ 54 ] |

### Galeria de vencedoras

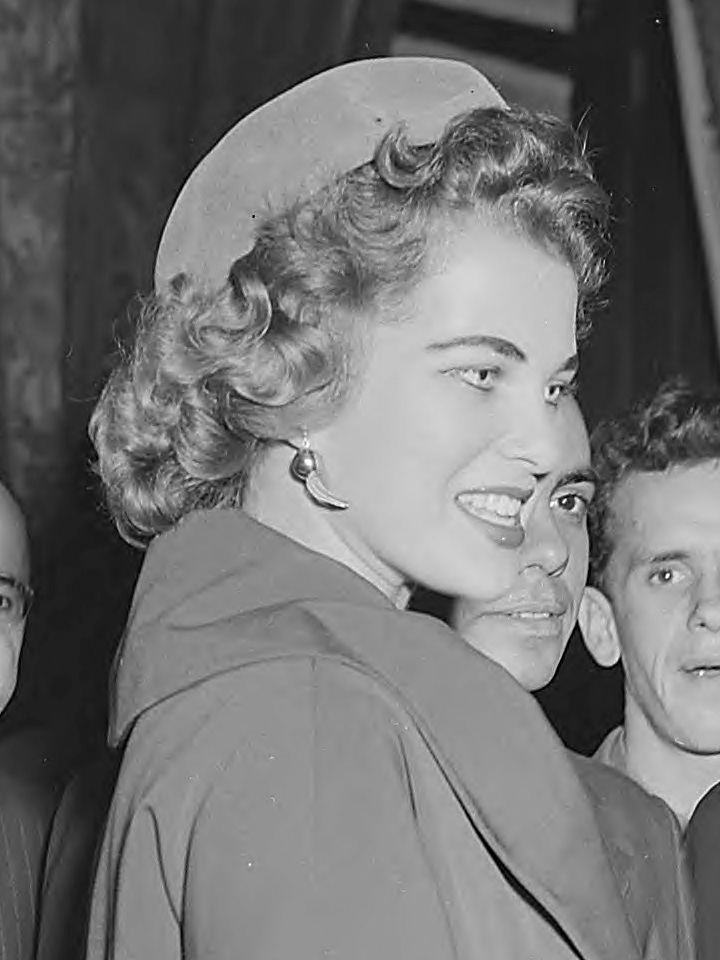
Miss Brasil 1954 Martha Rocha Bahia
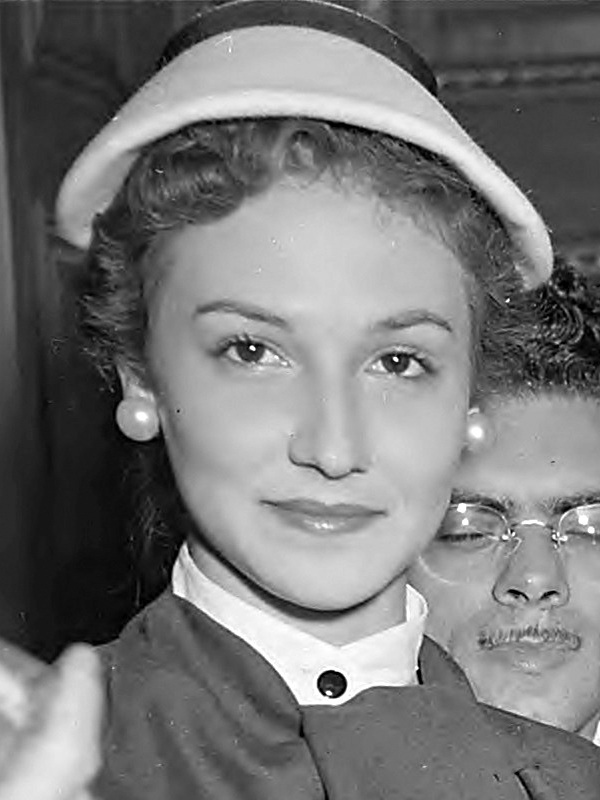
Miss Brasil 1955 Emília Barreto Ceará
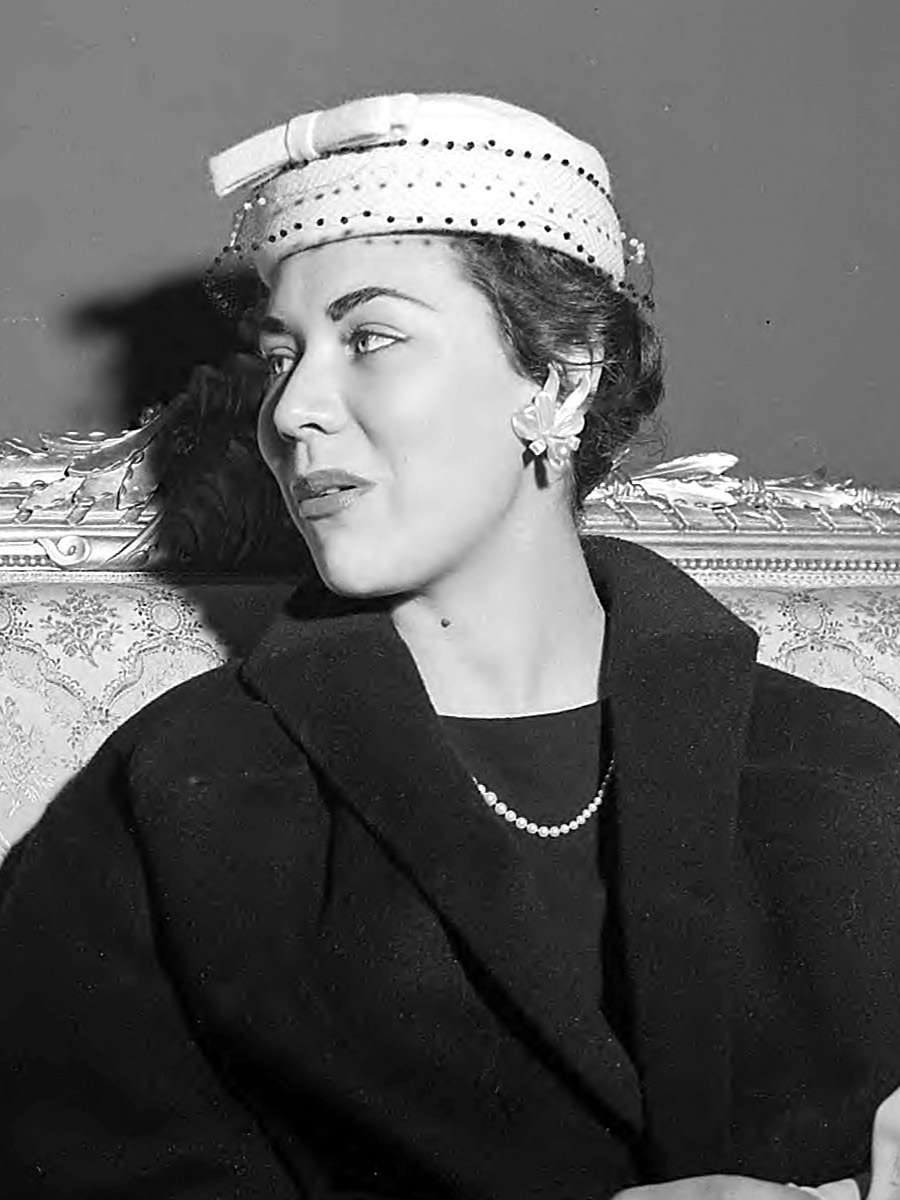
Miss Brasil 1956 Maria José Cardoso Rio Grande do Sul
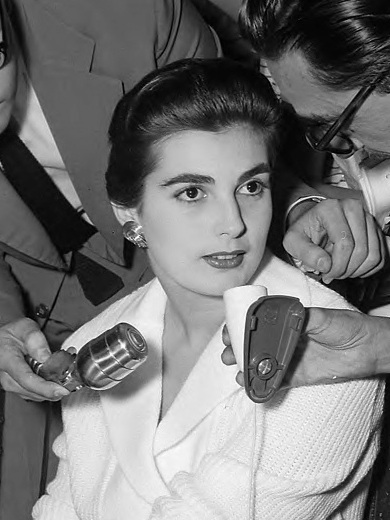
Miss Brasil 1958 Adalgisa Colombo Rio de Janeiro
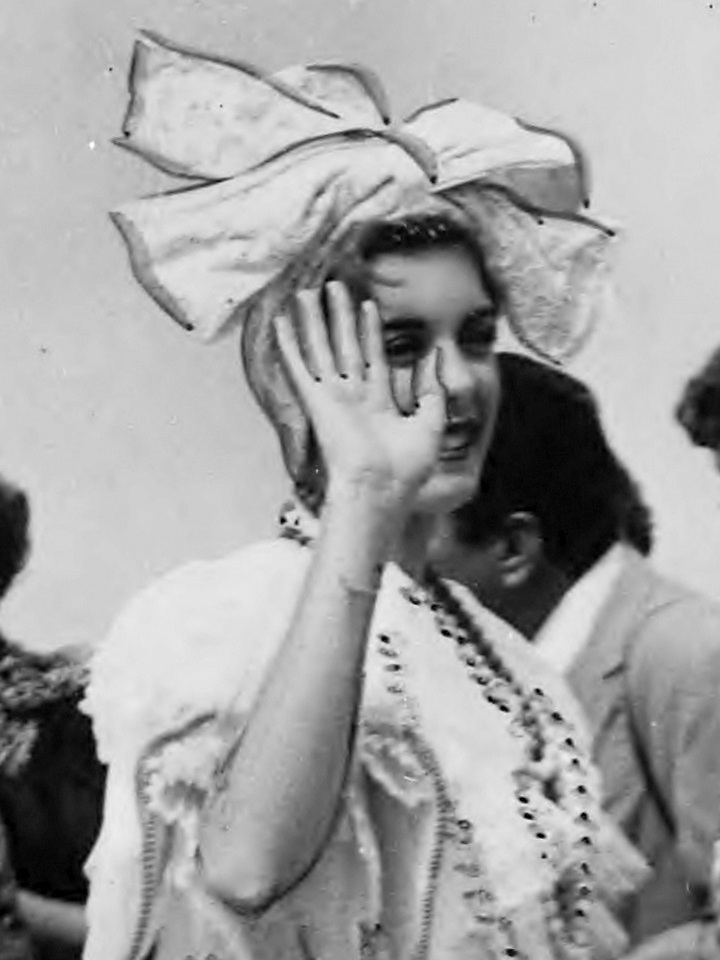
Miss Brasil 1959 Vera Ribeiro Rio de Janeiro
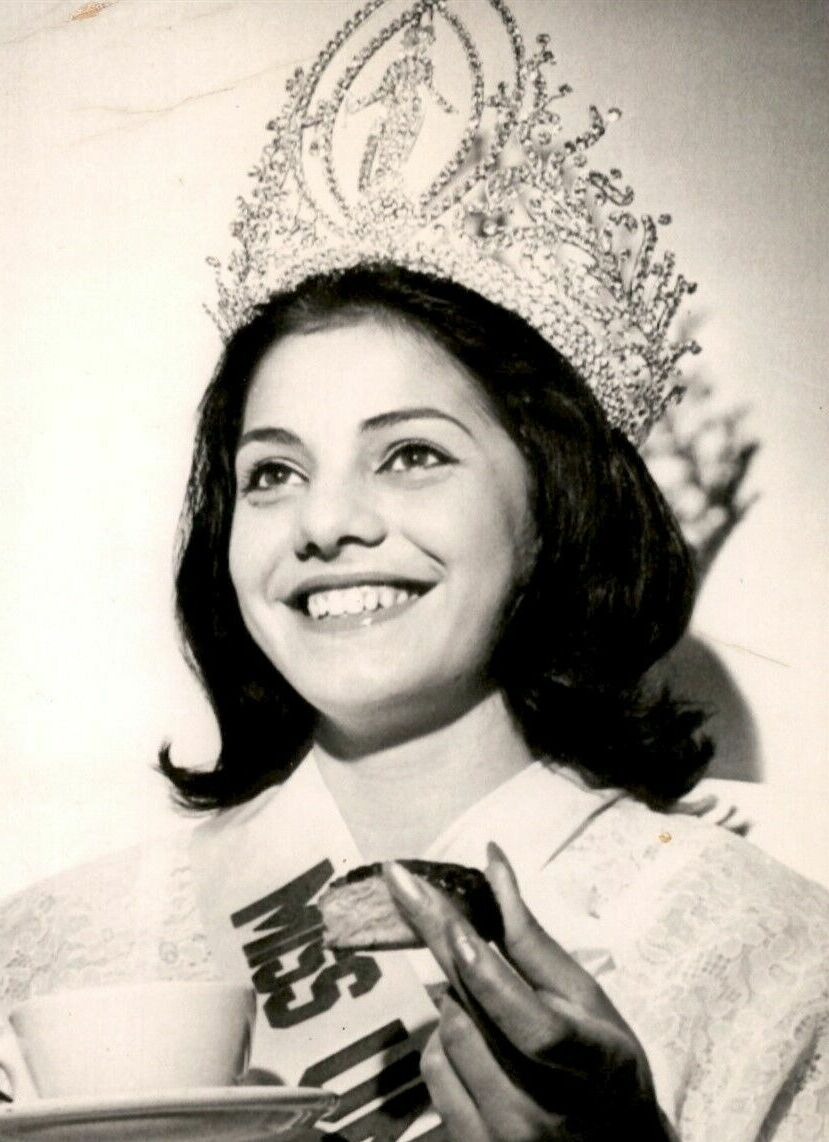
Miss Brasil 1963 Ieda Maria Vargas Rio Grande do Sul
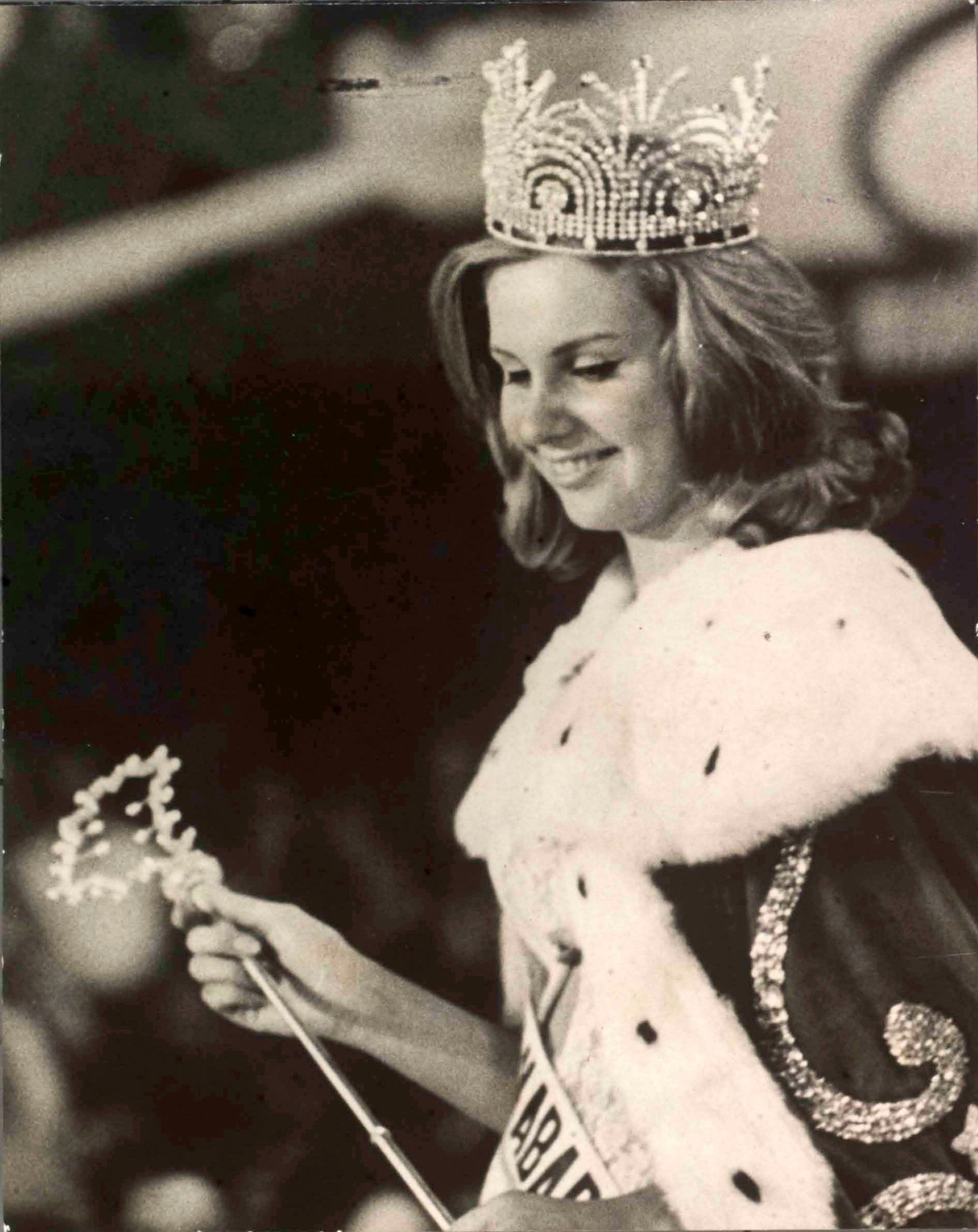
Miss Brasil 1965 Maria Raquel de Andrade Guanabara
Miss Brasil 1966 Ana Cristina Ridzi Guanabara
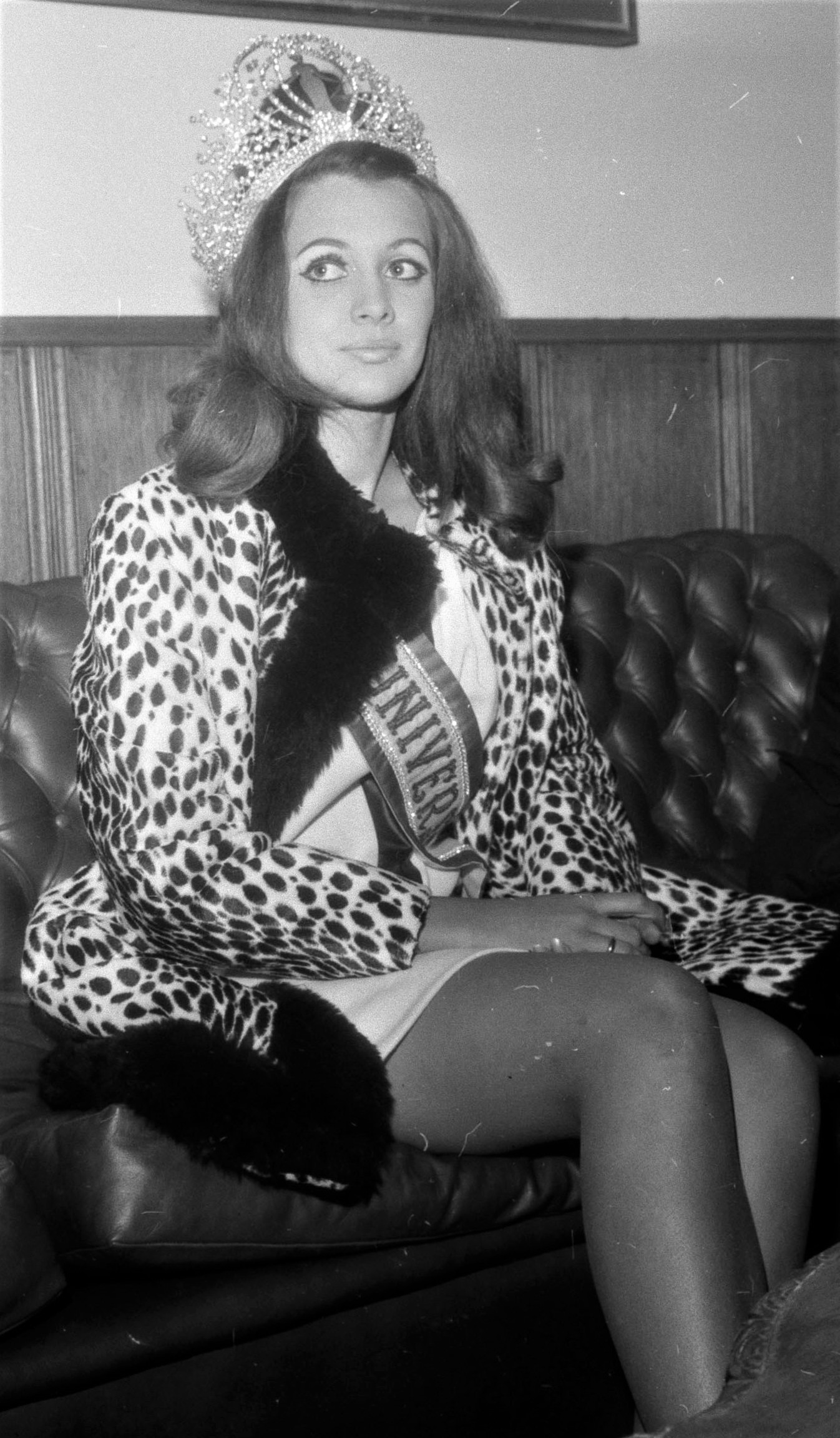
Miss Brasil 1968 Martha Vasconcellos Bahia
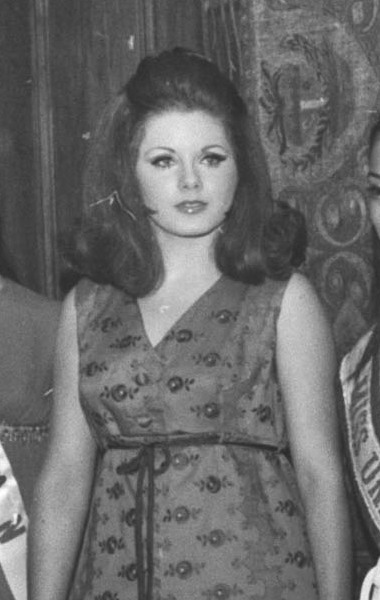
Miss Brasil 1969 Vera Fischer Santa Catarina
Miss Brasil 1972 Rejane Costa Rio Grande do Sul
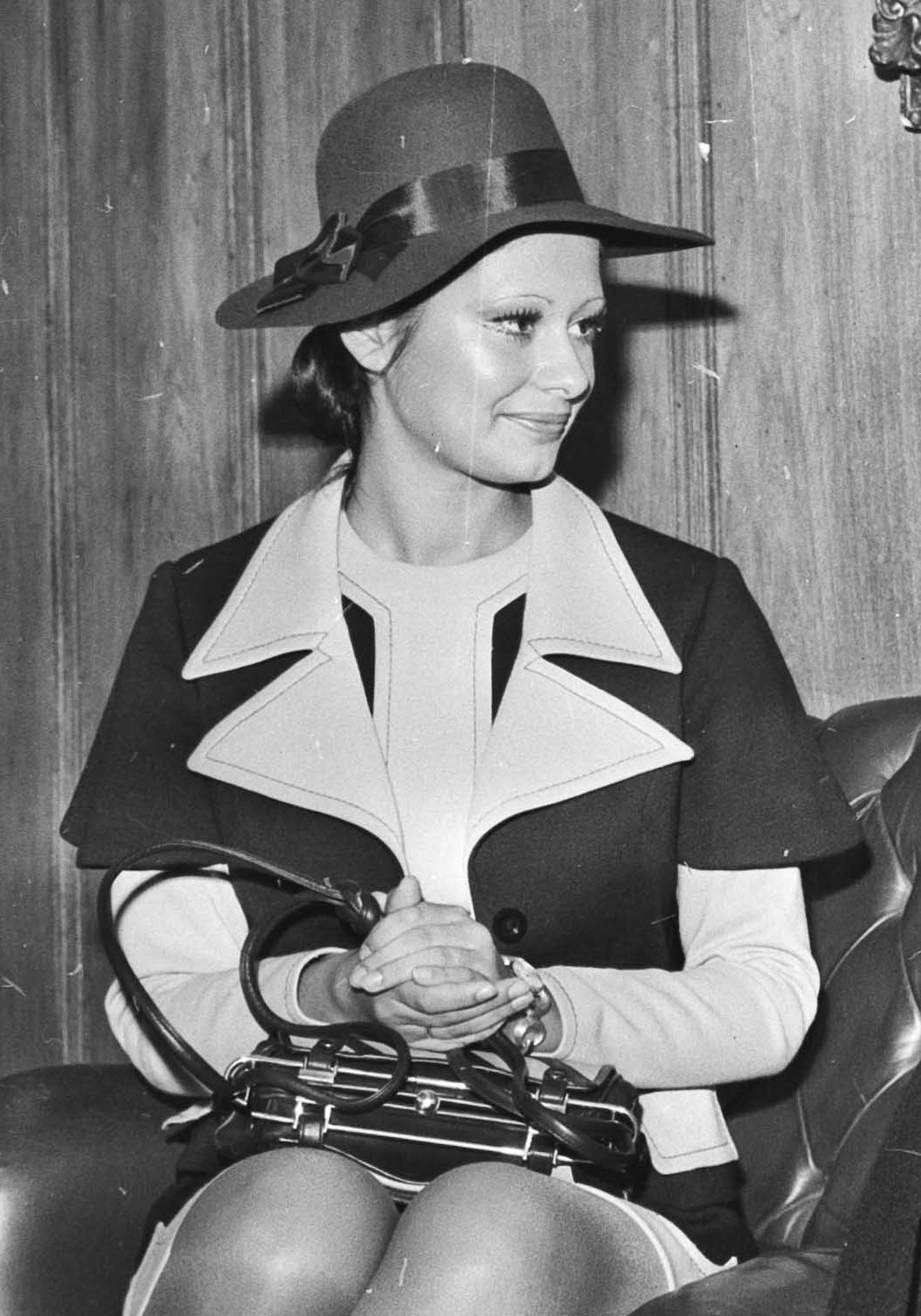
Miss Brasil 1973 Sandra Mara Ferreira São Paulo
Miss Brasil 1983 Marisa Fully Coelho Minas Gerais
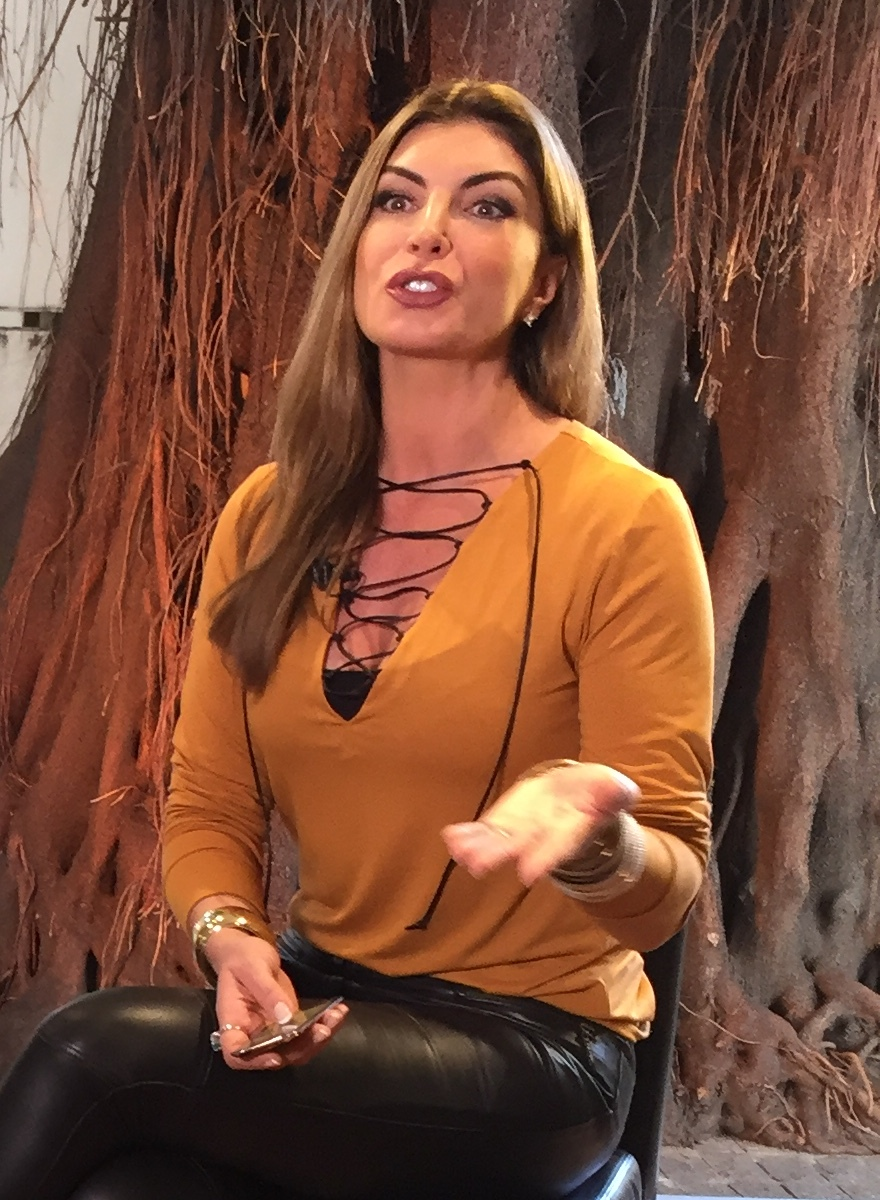
Miss Brasil 1993 Leila Schuster Rio Grande do Sul
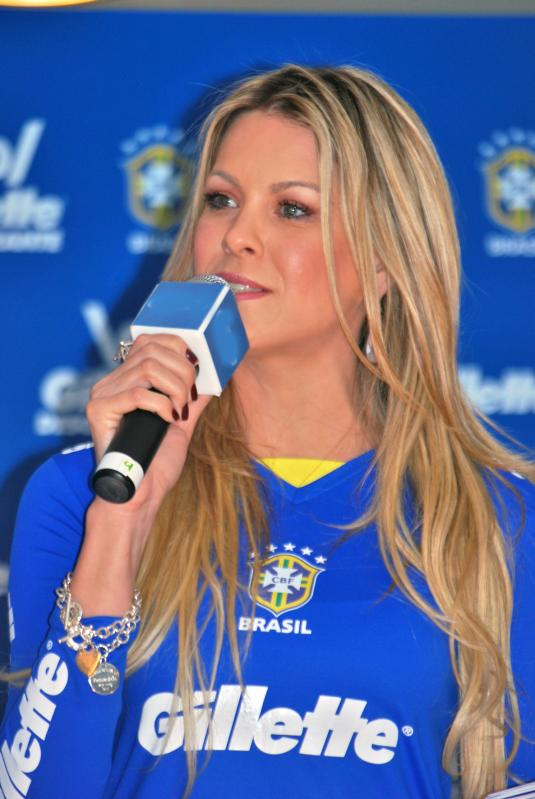
Miss Brasil 1999 Renata Fan Rio Grande do Sul
Miss Brasil 2004 Fabiane Niclotti Rio Grande do Sul
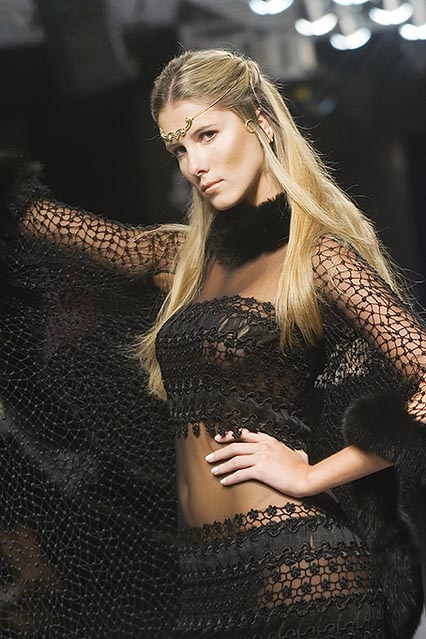
Miss Brasil 2005 Carina Beduschi Santa Catarina
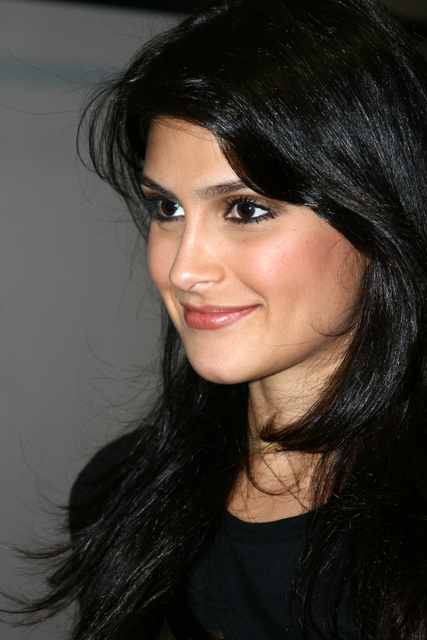
Miss Brasil 2007 Natália Guimarães Minas Gerais
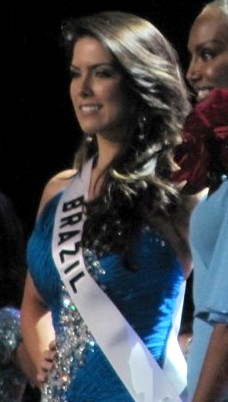
Miss Brasil 2010 Débora Lyra Minas Gerais
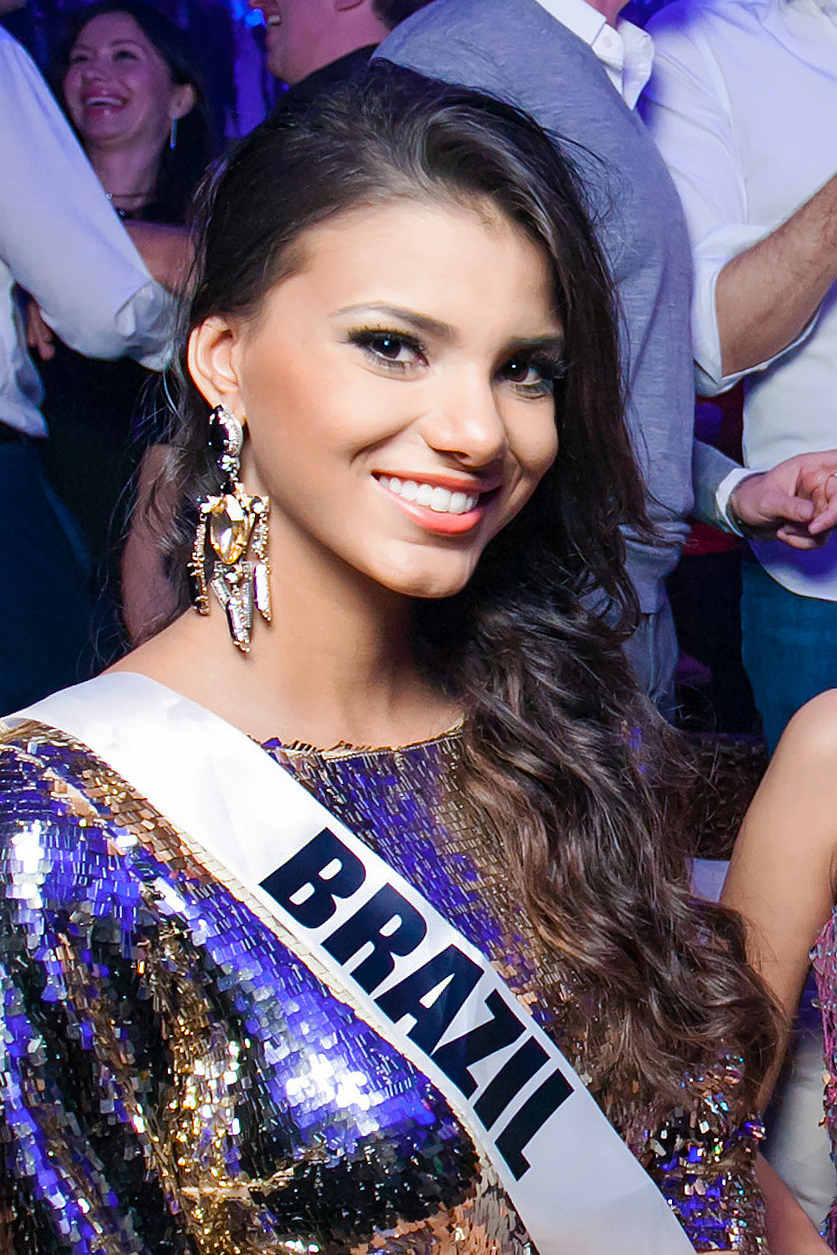
Miss Brasil 2013 Jakelyne Oliveira Mato Grosso
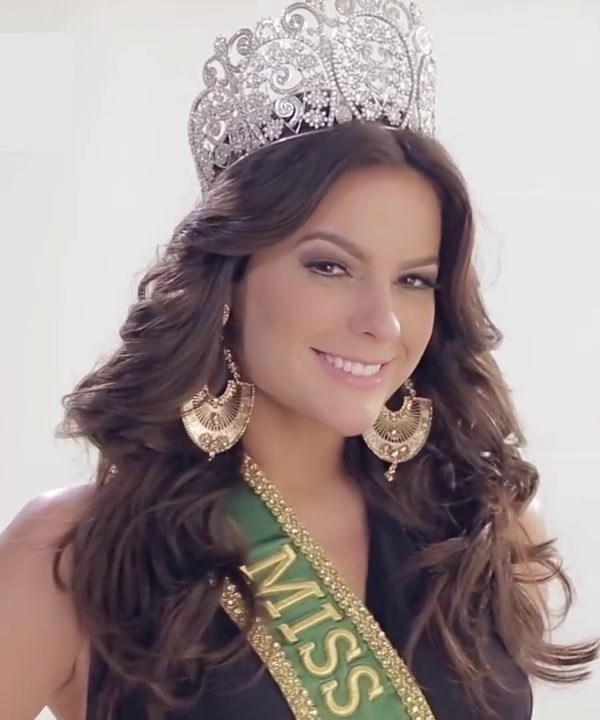
Miss Brasil 2014 Melissa Gurgel Ceará
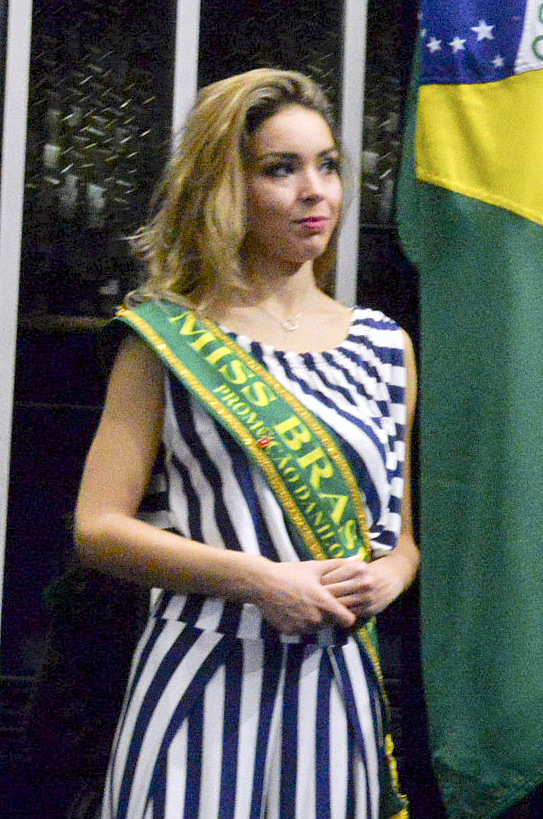
Miss Brasil 2015 Marthina Brandt Rio Grande do Sul
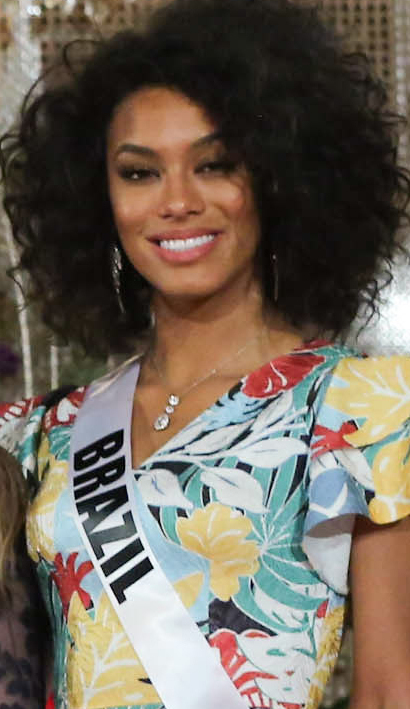
Miss Brasil 2016 Raissa Santana Paraná
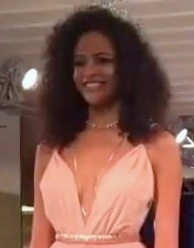
Miss Brasil 2017 Monalysa Alcântara Piauí

## Conquistas

### Por estado
| Estado              | Vitórias | Títulos                                                                                  |
| ------------------- | -------- | ---------------------------------------------------------------------------------------- |
| Rio Grande do Sul   | 15       | 1956, 1963, 1972, 1986, 1993, 1999, 2001, 2004, 2006, 2008, 2011, 2012, 2015, 2020, 2023 |
| Minas Gerais        | 9        | 1961, 1971, 1978, 1983, 1995, 1997, 2007, 2010, 2019                                     |
| São Paulo           | 8        | 1967, 1973, 1974, 1976, 1977, 1984, 1991, 1994                                           |
| Rio de Janeiro      | 8        | 1958, 1959, 1960, 1965, 1966, 1970, 1980, 1981                                           |
| Santa Catarina      | 5        | 1969, 1975, 1988, 2002, 2005                                                             |
| Ceará               | 4        | 1955, 1989, 2014, 2021                                                                   |
| Paraná              | 4        | 1964, 1992, 1996, 2016                                                                   |
| Mato Grosso         | 3        | 1985, 2000, 2013                                                                         |
| Bahia               | 3        | 1954, 1962, 1968                                                                         |
| Piauí               | 2        | 2017, 2025                                                                               |
| Amazonas            | 2        | 1957, 2018                                                                               |
| Rio Grande do Norte | 2        | 1979, 2009                                                                               |
| Pernambuco          | 1        | 2024                                                                                     |
| Espírito Santo      | 1        | 2022                                                                                     |
| Tocantins           | 1        | 2003                                                                                     |
| Mato Grosso do Sul  | 1        | 1998                                                                                     |
| Distrito Federal    | 1        | 1987                                                                                     |
| Pará                | 1        | 1982                                                                                     |
| Acre                | 0        |                                                                                          |
| Amapá               | 0        |                                                                                          |
| Alagoas             | 0        |                                                                                          |
| Goiás               | 0        |                                                                                          |
| Maranhão            | 0        |                                                                                          |
| Paraíba             | 0        |                                                                                          |
| Rondônia            | 0        |                                                                                          |
| Roraima             | 0        |                                                                                          |
| Sergipe             | 0        |                                                                                          |

### Por regiões
| Região       | Vitórias | Último Estado Campeão    |
| ------------ | -------- | ------------------------ |
| Sudeste      | 26       | Espírito Santo (2022)    |
| Sul          | 24       | Rio Grande do Sul (2023) |
| Nordeste     | 12       | Piauí (2025)             |
| Centro-Oeste | 5        | Mato Grosso (2013)       |
| Norte        | 4        | Amazonas (2018)          |

## Carreiras pós-concurso

### Televisão, cinema e teatro
- Natália Guimarães (MB 2007 por Minas Gerais e segunda colocada no Miss Universo 2007).[55]
- Vera Fischer (MB 1969 por Santa Catarina e semifinalista do Miss Universo 1969).
- Renata Fan (MB 1999 pelo Rio Grande do Sul e Miss Mundo Universitária 2000).[56]
- Maria Fernanda Schiavo (Top 3 no Miss Brasil 2000 representando o Rio Grande do Sul)
- Gislaine Ferreira (MB 2003 pelo Tocantins e semifinalista do Miss Universo 2003).[57]
- Rejane Goulart (MB 1972 pelo Rio Grande do Sul e segunda colocada no Miss Universo 1972).
- Jacqueline Meirelles (MB 1987 pelo Distrito Federal).
- Suzy Rêgo (Top 2 no Miss Brasil 1984 representando Pernambuco).
- Grazi Massafera (Top 3 no Miss Brasil 2004 representando o Paraná).
- Mayana Neiva (Participante do Miss Brasil 2003 pela Paraíba).

### Misses em reality-shows
- Joseane Oliveira (Miss Brasil 2002, destituída - Big Brother Brasil 3 e Big Brother Brasil 10).
- Natália Guimarães (Miss Brasil 2007, Dança no Gelo 3 e Dancing Brasil 5).
- Priscila Machado (Miss Brasil 2011 - Aprendiz Celebridades).
- Débora Lyra (Miss Brasil 2010 - A Fazenda 7).
- Raíssa Santana (Miss Brasil 2016 - Dancing Brasil 3).
- Jakelyne Oliveira (Miss Brasil 2013 - A Fazenda 12).
- Julia Gama (Miss Brasil 2020 - La Casa de los Famosos 2/Los 50).

### Misses falecidas
- 1998 - Marisa Fully Coelho, Miss Brasil 1983, acidente de carro na rodovia BR-262.[58]
- 2012 - Vera Maria Brauner Menezes, Miss Brasil 1961 (depois da renúncia de Staël Abelha), parada cardíaca.[59]
- 2013 - Adalgisa Colombo,  Miss Brasil 1958, causa não divulgada.[60]
- 2013 - Kátia Moretto, Miss Brasil 1976, câncer.[61]
- 2013 - Rejane Goulart, Miss Brasil 1972, acidente vascular cerebral.[62]
- 2015 - Ana Cristina Ridzi, Miss Brasil 1966, câncer.[63]
- 2016 - Fabiane Niclotti, Miss Brasil 2004, suicídio.[64]
- 2019-Maria José Cardoso,Miss Brasil 1956[65]
- 2020 - Martha Rocha, Miss Brasil 1954, insuficiência respiratória seguida de infarto[66]
- 2021- Terezinha Morango, Miss Brasil 1957[67]
- 2022 - Staël Abelha, Miss Brasil 1961, parada cardíaca.[68]